# Крушина (гмина)
Крушина (пол. Kruszyna) — сельская гмина (волость) в Польше, входит как административная единица в Ченстоховский повет, Силезское воеводство. Население — 4890 человек (на 2004 год).
В период оккупации во время Второй мировой войны в Крушине находился нацистский концентрационный лагерь.

## Демография
| Перепись                       | Всего   | Всего | Женщины | Женщины | Мужчины | Мужчины |
| ------------------------------ | ------- | ----- | ------- | ------- | ------- | ------- |
| Единицы                        | человек | %     | человек | %       | человек | %       |
| Население                      | 4890    | 100   | 2480    | 50,7    | 2410    | 49,3    |
| Плотность населения (чел./км²) | 52,3    | 52,3  | 26,5    | 26,5    | 25,8    | 25,8    |

## Соседние гмины
1. Гмина Гидле
2. Гмина Кломнице
3. Гмина Ладзице
4. Гмина Мыканув
5. Гмина Нова-Бжезница
6. Гмина Радомско